# Жамбыл (Жамбылский район, Алматинская область)
Жамбыл (каз. Жамбыл) — село в Жамбылском районе Алматинской области Казахстана. Административный центр Жамбылского сельского округа. Код КАТО — 194247100.
Находится в 12 км к юго-западу от районного центра — села Узынагаш, на берегу одноимённой реки. Бывшее центральное отделение колхоза «Ерназар» (1930—1936), колхоза им. Жамбыла (1936—1980), затем совхоза им. Жамбыла (1980—1997). С 1997 года на его базе созданы крестьянские хозяйства.

## Население
В 1999 году население села составляло 2986 человек (1496 мужчин и 1490 женщин). По данным переписи 2009 года, в селе проживало 2658 человек (1365 мужчин и 1293 женщины).

## Достопримечательности
Литературно-мемориальный музей акына Джамбула Джабаева.